# Marek Lewandowski
Marek Lewandowski (sinh ngày 4 tháng 11 năm 1946 tại Warsaw) là một diễn viên người Ba Lan.

## Tiểu sử
Marek Lewandowski tốt nghiệp Học viện Nghệ thuật Sân khấu Quốc gia Aleksander Zelwerowicz (PWST) ở Warsaw vào năm 1969.
Năm 2008, Marek Lewandowski được trao tặng Huy chương bạc Huy chương Công trạng về văn hóa - Gloria Artis vì những cống hiến nổi bật đối với văn hóa và nghệ thuật.

## Thành tích nghệ thuật
| Năm       | Tựa đề                         | Vai diễn                          | Ghi chú          |
| --------- | ------------------------------ | --------------------------------- | ---------------- |
| 1970      | Mały                           | Wojtek                            |                  |
| 1976-1987 | 07 zgłoś się                   | Henryk                            | Phim truyền hình |
| 1977      | Za rok, za dzien, za chwile... | Marek                             |                  |
| 1977      | Palace Hotel                   | Sĩ quan Đức                       |                  |
| 1978      | Akwarele                       | Szymon                            |                  |
| 1978      | Do krwi ostatniej              |                                   |                  |
| 1980      | Spotkanie na Atlantyku         | Zbyszek                           |                  |
| 1982      | Boldyn                         | Procnal                           |                  |
| 1985      | Przemytnicy                    | Alinczuk                          |                  |
| 1986      | Jesienia o szczesciu           | Chồng của Anna                    | Phim truyền hình |
| 1987      | Misja specjalna                | Trung úy Orion                    |                  |
| 1988      | Sonata marymoncka              | Kaminski                          |                  |
| 1988      | Trójkat bermudzki              | Roman Karwas                      |                  |
| 1988      | Sami dla siebie                | Andrzej                           | Phim truyền hình |
| 1989      | Buried Alive                   | Người làm vườn                    |                  |
| 1990      | Modrzejewska                   | Wladyslaw Ludwik Anczyc           | Phim truyền hình |
|           | Historia niemoralna            | Marek                             |                  |
| 2005      | Magda M.                       |                                   | Phim truyền hình |
| 2005      | Pensjonat Pod Róza             | Andrzej Kawecki                   | Phim truyền hình |
| 2005      | Kryminalni                     | Relewicki                         | Phim truyền hình |
| 2006      | Kochaj mnie, kochaj!           | Marian                            | Phim truyền hình |
| 2006      | Egzamin z zycia                | Jedrzejczak                       | Phim truyền hình |
| 2007      | Twarza w twarz                 |                                   | Phim truyền hình |
| 2007      | Ekipa                          | Lucki                             |                  |
| 2007      | Tajemnica twierdzy szyfrów     |                                   | Phim truyền hình |
| 2009      | General Nil                    | Tướng Gustaw Paszkiewicz          |                  |
| 2009      | Czas honoru                    | Kaltenborn                        | Phim truyền hình |
| 2010      | Klub Szalonych Dziewic         | Cha của Joanna                    | Phim truyền hình |
| 2010      | Hotel 52                       | Jurgielewicz                      | Phim truyền hình |
| 2010      | Usta usta                      | Cha của Julia                     | Phim truyền hình |
| 2011      | Instynkt                       | Roman Przybylski                  | Phim truyền hình |
| 2011-2012 | Ranczo                         | Bartkowiak                        | Phim truyền hình |
| 2012      | Misja Afganistan               | cha của Pawel                     | Phim truyền hình |
| 2012-2015 | Prawo Agaty                    | Skarzynski                        | Phim truyền hình |
| 2016      | Druga szansa                   | Henryk Malecki                    | Phim truyền hình |
| 2010-2018 | M jak milosc                   | Morawski                          | Phim truyền hình |
| 2008-2019 | Klan                           | Roman Zarzycki                    | Phim truyền hình |
| 2006-2019 | Na dobre i na zle              | Stefan Marczewski                 | Phim truyền hình |
| 2016-2020 | Komisarz Alex                  | Olgierd Zimnicki / Andrzej Wójcik | Phim truyền hình |
| 2015-2020 | Barwy szczescia                | Ludwik Sadowski                   | Phim truyền hình |